# جوناثان ليفيت (كاهن)
جوناثان ليفيت (بالإنجليزية: Jonathan Leavitt)‏ هو كاهن أمريكي، ولد في 1731، وتوفي في 1802.